# Cedusa nigra
Cedusa nigra är en insektsart som först beskrevs av Synave 1973.  Cedusa nigra ingår i släktet Cedusa och familjen Derbidae. Inga underarter finns listade i Catalogue of Life.